# 10 ذو القعدة
- السبت
- الأحد
- الاثنين
- الثلاثاء
- الأربعاء
- الخميس
- الجمعة

- 2826 أبريل 2025
- 2927 أبريل 2025
- 3028 أبريل 2025
- 129 أبريل 2025
- 230 أبريل 2025
- 31 مايو 2025
- 42 مايو 2025
- 53 مايو 2025
- 64 مايو 2025
- 75 مايو 2025
- 86 مايو 2025
- 97 مايو 2025
- 108 مايو 2025
- 119 مايو 2025
- 1210 مايو 2025
- 1311 مايو 2025
- 1412 مايو 2025
- 1513 مايو 2025
- 1614 مايو 2025
- 1715 مايو 2025
- 1816 مايو 2025
- 1917 مايو 2025
- 2018 مايو 2025
- 2119 مايو 2025
- 2220 مايو 2025
- 2321 مايو 2025
- 2422 مايو 2025
- 2523 مايو 2025
- 2624 مايو 2025
- 2725 مايو 2025
- 2826 مايو 2025
- 2927 مايو 2025
- 128 مايو 2025
- 229 مايو 2025
- 330 مايو 2025

10 ذو القعدة أو 10 ذو القعدة الحرام أو يوم 10 \ 11 (اليوم العاشر من الشهر الحادي عشر) هو اليوم الخامس بعد الثلاثمائة (305) من أيَّام السنة (أو السادس بعد الثلاثمائة لو كان شهر رمضان مُتممًا لليوم الثلاثين أو السابع بعد الثلاثمائة لو أتم كلًا من صفر وربيع الآخر وجمادى الآخرة وشعبان ورمضان ثلاثين يومًا) وفق التقويم الهجري القمري (العربي). يبقى بعده 49 أو 50 يومًا لانتهاء السنة.

## أحداث
- 270 هـ - تنصيب خمارويه بن أحمد بن طولون أميرًا على الدولة الطولونية في مصر والشام بعد وفاة والده أحمد بن طولون.
- 675 هـ - وقوع معركة البستان التي هزم فيها جيش المماليك بقيادة الظاهر بيبرس القوات المغولية السلجوقية المتحالفة وانتهت بانتصار آخر للمسلمين على المغول.
- 1029 هـ - الجيش العثماني بقيادة الوزير غازي إسكندر باشا ينتصر على جيش بولونيا، ويتمكن من إبادة الجيش الذي كان يبلغ قوامه 60 ألف جندي، ولم ينج من المعركة إلا 400 جندي بولوني فقط.
- 1111 هـ - العثمانيون بقيادة مصطفى داي ينتصرون على سلطان فاس إسماعيل الكبير في «معركة جدوية» والتي قتل من الفاسيين فيها 30 ألفًا.
- 1228 هـ - القوات الفرنسية بالجزائر تعتقل المجاهد أحمد بومرزاق بعد قيادته لثورة ضد الاحتلال الفرنسي، وثم تحكم عليه بالإعدام.
- 1329 هـ - إلقاء أول قنبلة من طائرة حربية إيطالية وذلك خلال الحرب العثمانية الإيطالية.
- 1339 هـ - السيدة لبيبة أحمد تصدر مجلة «النهضة النسائية»، وكانت مجلة نسائية شهرية اجتماعية يغلب عليها الطابع الإسلامي، ولها بصماتها في قضايا المرأة، واستمرت هذه المجلة في الصدور سنوات طويلة.
- 1365 هـ - الرئيس الأمريكي هاري ترومان يحث على السماح بالهجرة المكثفة إلى فلسطين التي كانت تحتلها بريطانيا، وكان له دور في دفع الأمم المتحدة إلى صدور قرار بتقسيم فلسطين إلى دولتين عربية وأخرى إسرائيلية، وأسرع بالاعتراف بدولة إسرائيل عقب إعلان قيامها.
- 1375 هـ - جلاء آخر جندي بريطاني عن قناة السويس بمصر تنفيذًا لاتفاقية الجلاء.
- 1396 هـ - فوز جيمي كارتر في الانتخابات التي أجريت في الولايات المتحدة الأمريكية، للفوز بمنصب الرئاسة.
- 1435 هـ - القاعدة تعلن عن تأسيس فرع جديد لها في شبه القارة الهندية.
- 1444 هـ - فوز الرئيس رجب طيب أردوغان بنسبة 52.18% في الجولة الثانية من الانتخابات الرئاسية في تركيا، وبلغت نسبة المشاركة 84.15%.

## مواليد
- 862 هـ - رضي الدين أبو الفضل الغزي، عالم مسلم وأديب شامي.
- 1352 هـ - نعمة، مغنية تونسية.
- 1356 هـ - سعد الفرج، ممثل كويتي.
- 1366 هـ - محمد وفيق، ممثل مصري.
- 1368 هـ - علي كريم، ممثل سوري.
- 1374 هـ - أيمن سويد، عالم في القراءات.
- 1380 هـ - عبير عيسى، ممثلة أردنية.
- 1392 هـ - خالد الرويحي، لاعب كرة قدم سعودي.
- 1403 هـ - رندا البحيري، ممثلة مصرية.
- 1404 هـ - وداد إبيشيفيتش، لاعب كرة قدم بوسني.

## وفيات
- 270 هـ - أحمد بن طولون، مؤسس الدولة الطولونية.
- 805 هـ - سراج الدين البلقيني، أحد أئمة الفقه والحديث ومجدد القرن الثامن الهجري.
- 1343 هـ - سليمان البستاني، أديب لبناني.
- 1398 هـ - محمد الصادق بسيس، مثقف تونسي وأستاذ بجامع الزيتونة.

## وصلات خارجية
- موقع قصة الإسلام: حدث في شهر ذو القعدة.